# Maturalna zabava
Maturalna zabava plesna je zabava za srednjoškolce pri kraju srednje škole. 
Mladići su odjeveni u svečana odijela s košuljama i kravatama, a djevojke u svečane večernje haljine. Posebna pažnja posvećuje se modnim dodacima i frizurama. Ovaj događaj održava se u zadnjem razredu srednje škole, ovisno o školi i zemljopisnom području. 
Protokol i program obično uključuju: zajedničko i pojedinačno fotografiranje, svečani ulazak maturanata, govore, zajedničku večeru i zabavni program s glazbom uživo. Maturalna zabava pruža priliku za okupljanje nastavnika, učenika i roditelja učenika. U novije vrijeme, maturalne zabave poprimaju sve raskošnije oblike, često uključujući: profesionalne fotografe, tematska dekoraciju prostora, posebno osmišljene koreografije, događaje nakon maturalne zabave i organizirani prijevoz za sudionike.
U SAD-u se na maturalnoj večeri mogu se birati „kralj i kraljica maturalne zabave”. Ovo su počasne titule koje se dodjeljuju učenicima izabranim na izborima u školi prije diplomiranja. Kraljica maturalne večeri i kralj maturalne večeri mogu dobiti krune koje će nositi. 
Slični događaji, koji se nekada zovu balovi debitanata, održavaju se u mnogim drugim dijelovima svijeta. U Australiji i Novom Zelandu izrazi „školska svečanost” i „bal” najčešće se koriste za prilike koje su istovrjedne američkoj maturalnoj večeri, a događaj se obično održava za učenike 12. godine. U Irskoj se također može održati debitantski bal. U Poljskoj i Litvi srednje škole organiziraju slične plesove. U Južnoj Africi ovaj je događaj nadaleko poznat kao matrični ples ili matrični oproštaj jer se učenici u 12. godini škole nazivaju matricama.[nedostaje izvor] U južnoj Aziji njegov ekvivalent je oproštajna zabava.

## Galerija
- Maturanti u Rusiji.
- Maturalna zabava u Finskoj.
- Maturalna zabava u SAD-u.
- Maturalna zabava u Engleskoj.